# FSV Schöningen
El FSV Schöningen es un equipo de fútbol de Alemania que juega en la Regionalliga Nord, una de las ligas que conforman la cuarta división nacional.

## Historia
Fue fundado en el año 2011 en la ciudad de Schöningen tras la fusión de los equipos FC Schingen 08 y SV Hoiersdorf/Twieflingen e iniciaron en la Kresiliga en 2013. En 2020 logran el ascenso a la Landesliga Braunschweig, y tras la pausa a causa de la Pandemia de COVID-19 lograría el ascenso a la Oberliga Niedersachsen dos años después.
En la temporada 2024/25 el club terminó en segundo lugar de la liga por detrás del HSC Hannover, clasificando al playoff de ascenso donde venció al Heider SV para ascender a la Regionalliga Nord por primera vez.